# أليس فرنسيس وولف
أليس فرنسيس وولف (بالإنجليزية: Alice Francis Wolf)‏ هي لاعب كرة مضرب أمريكية، ولدت في 6 يناير 1907 في أورانج ‏ في الولايات المتحدة، وتوفيت في 1990.